# Inter Football Club
Inter Football Club var et italiensk sportsmagasin kun dedikeret til fodboldklubben Inter.  Den blev udgivet på månedsbasis. Magasinet indeholdte artikler, plakater og billeder af Inter Milan-spillere, herunder både første- og ungdomsspillere, samt nogle af klubbens ansatte. Den indeholdt også anekdoter og berømte episoder fra klubbens historie. Magasinet, som oprindeligt var redigeret af Susanna Wermelinger, ophørte med at blive udgivet i 2009, da Francesco Sordano var ved roret. I 2017 blev magasinet erstattet af en ugentlig udgivelse kaldet Match Day Program, som udsendes hver weekend, når Internazionale spiller. 